# Сухачёв, Анатолий Александрович
Анатолий Александрович Сухачёв (1962 — 2006) — советский баскетболист и российский баскетбольный тренер, в 1996—2003 годах тренер клуба «Локомотив» из Минеральных Вод (ныне «Локомотив-Кубань»).

## Биография
Уроженец Минеральных Вод, в молодости играл за местный баскетбольный клуб «Локомотив». Позже работал дальнобойщиком и занимался транспортным бизнесом.
В 1996 году Сухачёв возглавил баскетбольный клуб «Локомотив» из Минеральных Вод, заняв также пост президента клуба, однако из-за отсутствия подходящего зала с командой квартировал в Ростове-на-Дону. В сезонах 2000/2001 и 2001/2002 чемпионата России с командой «Локомотив» Сухачёв стал дважды бронзовым призёром и дошёл до финала Кубка Корача, а также выиграл чемпионат мира среди команд железнодорожников. По словам председателя федерации баскетбола Ставропольского края Владимира Ерёмина, Сухачёв сумел привлечь в клуб лучших баскетболистов всего региона, а также некоторых звёзд российского баскетбола и даже игроков из НБА. Современники утверждали, что подопечные Анатолия Александровича получали щедрые премиальные. В то же время сам он был крайне вспыльчивым человеком: после поражений он нередко бросал угрозы в адрес судей и тренеров команд-соперниц. За свою колоритную внешность и нрав он получил прозвище «Басмач».
В 2003 году клуб «Локомотив» переехал из Минеральных Вод в Ростов-на-Дону, где создавалась новая команда: местная администрация вместе с Северо-Кавказской железной дорогой рассчитывала создать новый клуб, который играл бы в российской Суперлиге. Сухачёву настойчиво предлагали вступить в новый клуб, однако он отказался наотрез это делать и ушёл из команды. После завершения тренерской карьеры он стал совладельцем кафе в Минеральных Водах, при этом надеясь когда-нибудь создать в Минеральных Водах новую баскетбольную команду. Одна из его попыток создать команду в Минеральных Водах и заявить её в Суперлигу В потерпела тогда неудачу. В ноябре того же года он пострадал в результате покушения, когда отдыхал с женой и детьми в кафе «Берёзка» в Минеральных Водах. Тогда при выходе из заведения на него напал неизвестный человек, расстрелявший его фактически в упор. Сообщалось, что Сухачёв получил три пулевые ранения в области шеи, грудной клетки и бедра, после чего был доставлен в центральную больницу железнодорожной станции Минеральные Воды, однако позже стало известно, что в ходе 10-часовой операции врачи извлекли из тела тренера четыре пули со смещённым центром тяжести. Дело о покушении осталось нераскрытым: по одной из версий, именно покушение стало причиной окончательного ухода Сухачёва из баскетбола.
17 января 2006 года в районе 21:00 Сухачёв был расстрелян в Минеральных Водах в кафе «У Саши». В кафе вошли двое молодых человек в шапках, надвинутых по самые глаза, и сделали 10 выстрелов в Сухачёва из револьвера и пистолета Макарова. Несмотря на то, что бригада скорой помощи быстро прибыла на место покушения, Анатолий Александрович скончался, не приходя в сознание. Было возбуждено уголовное дело по пункту «ж», части 2, статьи 105 УК РФ (убийство, совершенное группой лиц) и части 2 статьи 222 УК РФ (незаконные приобретение, передача, сбыт, хранение, перевозка или ношение огнестрельного оружия). Следствие предполагало, что убийство могло быть связано с коммерческой деятельностью Сухачёва, поскольку он был владельцем того кафе. 